# Вуді-Пойнт
Вуді-Пойнт (англ. Woody Point) — містечко в Канаді, у провінції Ньюфаундленд і Лабрадор.

## Населення
За даними перепису 2016 року, містечко нараховувало 282 особи, показавши зростання на 0,4%, порівняно з 2011-м роком. Середня густина населення становила 96,8 осіб/км².
З офіційних мов обидвома одночасно володіли 5 жителів, тільки англійською — 280.
Працездатне населення становило 31,6% усього населення, рівень безробіття — 50% (36,4% серед чоловіків та 57,1% серед жінок). 94,4% осіб були найманими працівниками, а 0% — самозайнятими.
Середній дохід на особу становив $28 333 (медіана $24 096), при цьому для чоловіків — $30 165, а для жінок $26 554 (медіани — $31 424 та $20 608 відповідно).
29,8% мешканців мали закінчену шкільну освіту, не мали закінченої шкільної освіти — 28,1%, 43,9% мали післяшкільну освіту, з яких 28% мали диплом бакалавра, або вищий.
| Статево-вікова структура населення | Статево-вікова структура населення | Статево-вікова структура населення | Статево-вікова структура населення | Статево-вікова структура населення |
| ---------------------------------- | ---------------------------------- | ---------------------------------- | ---------------------------------- | ---------------------------------- |
|                                    |                                    |                                    |                                    |                                    |
| Всього                             | Всього                             | 46,4%53,6%                         |                                    |                                    |
| 0 — 14 років                       | 0 — 14 років                       |                                    | 8,8%                               | 8,8%                               |
| 15 — 64 років                      | 15 — 64 років                      |                                    | 52,6%                              | 52,6%                              |
| 65 і більше                        | 65 і більше                        |                                    | 38,6%                              | 38,6%                              |
| 85 і більше                        | 85 і більше                        |                                    | 1,8%                               | 1,8%                               |
| Середній вік (років)               | Середній вік (років)               | 55,555,9                           | 55,7                               | 55,7                               |
| Медіана (років)                    | Медіана (років)                    | 61,060,5                           | 60,9                               | 60,9                               |
| — чоловіки — жінки                 |                                    |                                    |                                    |                                    |

| Походження мешканців:     | Походження мешканців:     | Походження мешканців: | Походження мешканців: | Походження мешканців: |
| ------------------------- | ------------------------- | --------------------- | --------------------- | --------------------- |
| Походження                |                           |                       | осіб                  | %                     |
| Корінні американці        | Корінні американці        |                       | 110                   | 36.67%                |
| Інше північноамериканське | Інше північноамериканське |                       | 125                   | 41.67%                |
| Європейське               | Європейське               |                       | 190                   | 63.33%                |
| британське                | британське                |                       | 180                   | 60%                   |
| французьке                | французьке                |                       | 20                    | 6.67%                 |
| Азійське                  | Азійське                  |                       | 10                    | 3.33%                 |

| Зайнятість населення за галузями (за класифікацією NOC): | Зайнятість населення за галузями (за класифікацією NOC): | Зайнятість населення за галузями (за класифікацією NOC): | Зайнятість населення за галузями (за класифікацією NOC): | Зайнятість населення за галузями (за класифікацією NOC): |
| -------------------------------------------------------- | -------------------------------------------------------- | -------------------------------------------------------- | -------------------------------------------------------- | -------------------------------------------------------- |
|                                                          |                                                          |                                                          |                                                          |                                                          |
| Управління                                               | Управління                                               |                                                          | 23,5%                                                    | 23,5%                                                    |
| Бізнес, фінанси та адміністрування                       | Бізнес, фінанси та адміністрування                       |                                                          | 11,8%                                                    | 11,8%                                                    |
| Освіта, правозахист, муніципальні та урядові служби      | Освіта, правозахист, муніципальні та урядові служби      |                                                          | 17,6%                                                    | 17,6%                                                    |
| Мистецтво, культура, відпочинок та спорт                 | Мистецтво, культура, відпочинок та спорт                 |                                                          | 11,8%                                                    | 11,8%                                                    |
| Роздрібна торгівля та послуги                            | Роздрібна торгівля та послуги                            |                                                          | 11,8%                                                    | 11,8%                                                    |
| Гуртова торгівля, транспорт та обладнання                | Гуртова торгівля, транспорт та обладнання                |                                                          | 17,6%                                                    | 17,6%                                                    |
| Природні ресурси, сільське господарство                  | Природні ресурси, сільське господарство                  |                                                          | 11,8%                                                    | 11,8%                                                    |
| Виробництво                                              | Виробництво                                              |                                                          | 11,8%                                                    | 11,8%                                                    |

## Клімат
Середня річна температура становить 2,8°C, середня максимальна – 19,3°C, а середня мінімальна – -14,6°C. Середня річна кількість опадів – 1 433 мм.
| Клімат поселення                              | Клімат поселення | Клімат поселення | Клімат поселення | Клімат поселення | Клімат поселення | Клімат поселення | Клімат поселення | Клімат поселення | Клімат поселення | Клімат поселення | Клімат поселення | Клімат поселення | Клімат поселення |
| Показник                                      | Січ.             | Лют.             | Бер.             | Квіт.            | Трав.            | Черв.            | Лип.             | Серп.            | Вер.             | Жовт.            | Лист.            | Груд.            |                  |
| Середній максимум, °C                         | −4,26            | −4,6             | −0,67            | 4,96             | 10,54            | 16,41            | 19,31            | 18,80            | 13,61            | 8,03             | 2,47             | −2,83            |                  |
| Середня температура, °C                       | −9,23            | −9,57            | −5,63            | 0,00             | 5,57             | 11,45            | 16,18            | 15,65            | 10,47            | 4,89             | −0,67            | −5,95            |                  |
| Середній мінімум, °C                          | −14,2            | −14,55           | −10,6            | −4,97            | 0,60             | 6,47             | 13,05            | 12,53            | 7,34             | 1,74             | −3,79            | −9,09            |                  |
| Норма опадів, мм                              | 165              | 114              | 90               | 77               | 87               | 117              | 96               | 128              | 125              | 141              | 137              | 156              |                  |
| Середньомісячна швидкість вітру, м/с          | 4.93             | 4.69             | 4.80             | 4.60             | 4.22             | 4.08             | 3.75             | 3.89             | 4.25             | 4.39             | 4.60             | 4.78             |                  |
| Середньомісячна сонячна радіація, кДж/м²·день | 3426             | 6392             | 10703            | 14492            | 17552            | 19202            | 18507            | 15607            | 11415            | 6781             | 3643             | 2552             |                  |
| --------------------------------------------- | ---------------- | ---------------- | ---------------- | ---------------- | ---------------- | ---------------- | ---------------- | ---------------- | ---------------- | ---------------- | ---------------- | ---------------- | ---------------- |
| Джерело:                                      |                  |                  |                  |                  |                  |                  |                  |                  |                  |                  |                  |                  |                  |